# Formica curiosa
Formica curiosa är en myrart som beskrevs av William Steel Creighton 1935. Formica curiosa ingår i släktet Formica och familjen myror. Inga underarter finns listade i Catalogue of Life.

## Bildgalleri

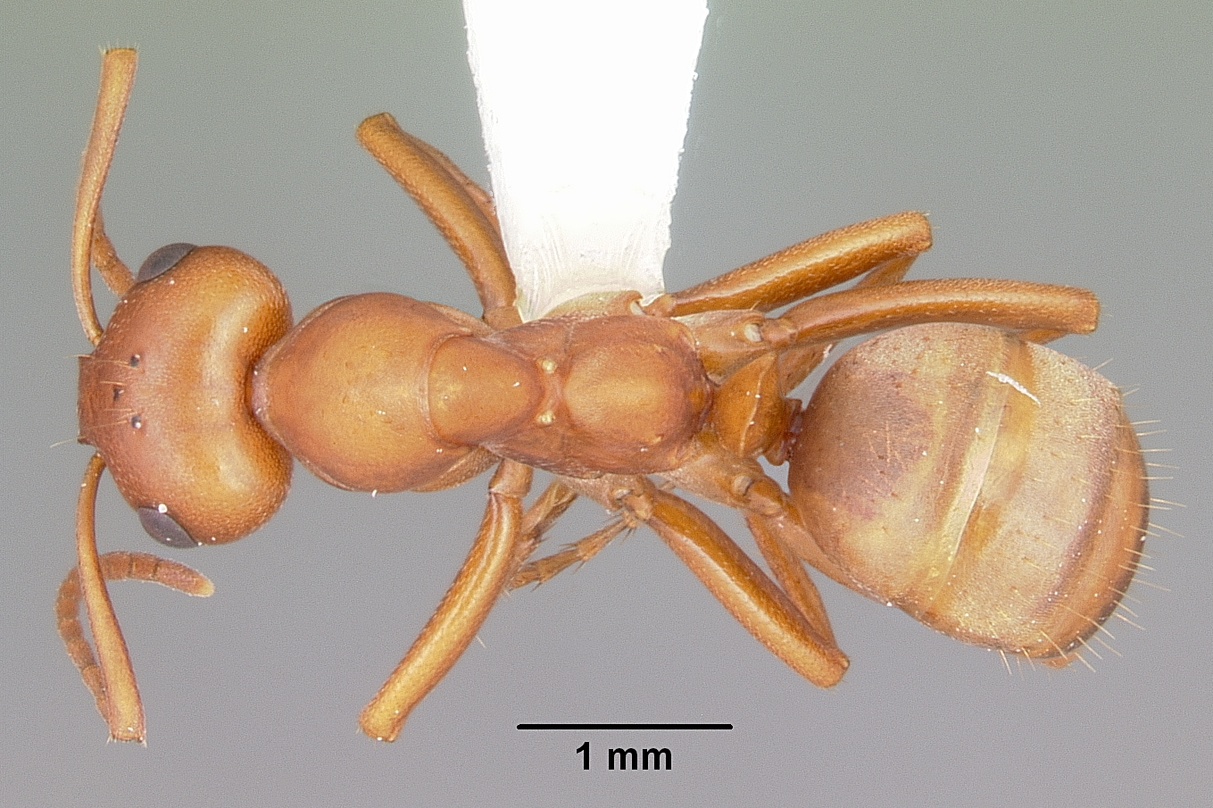
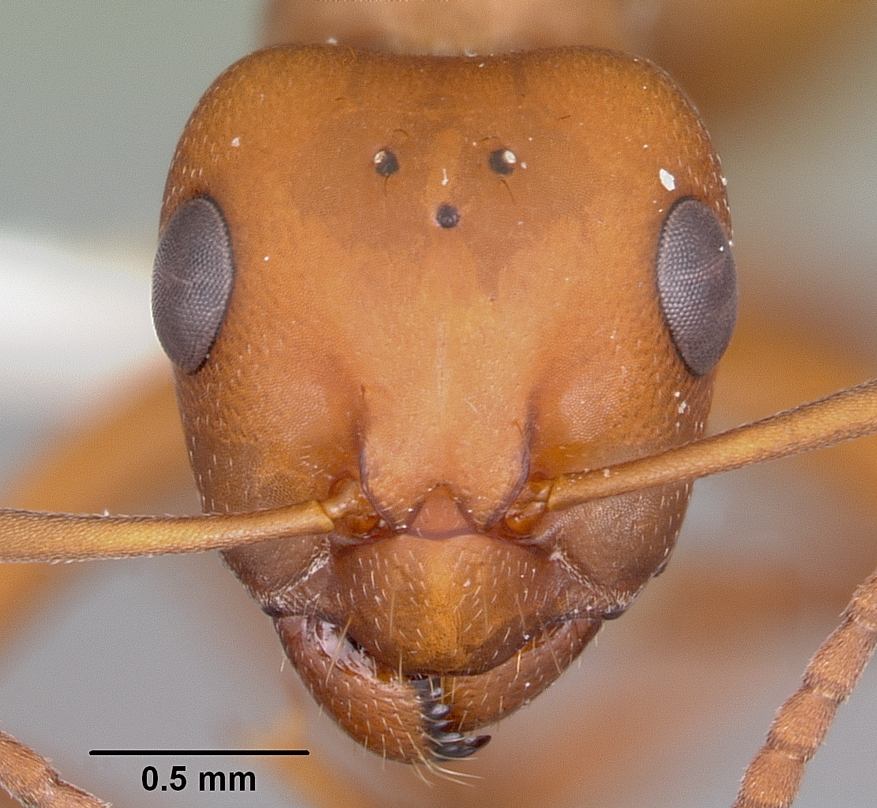
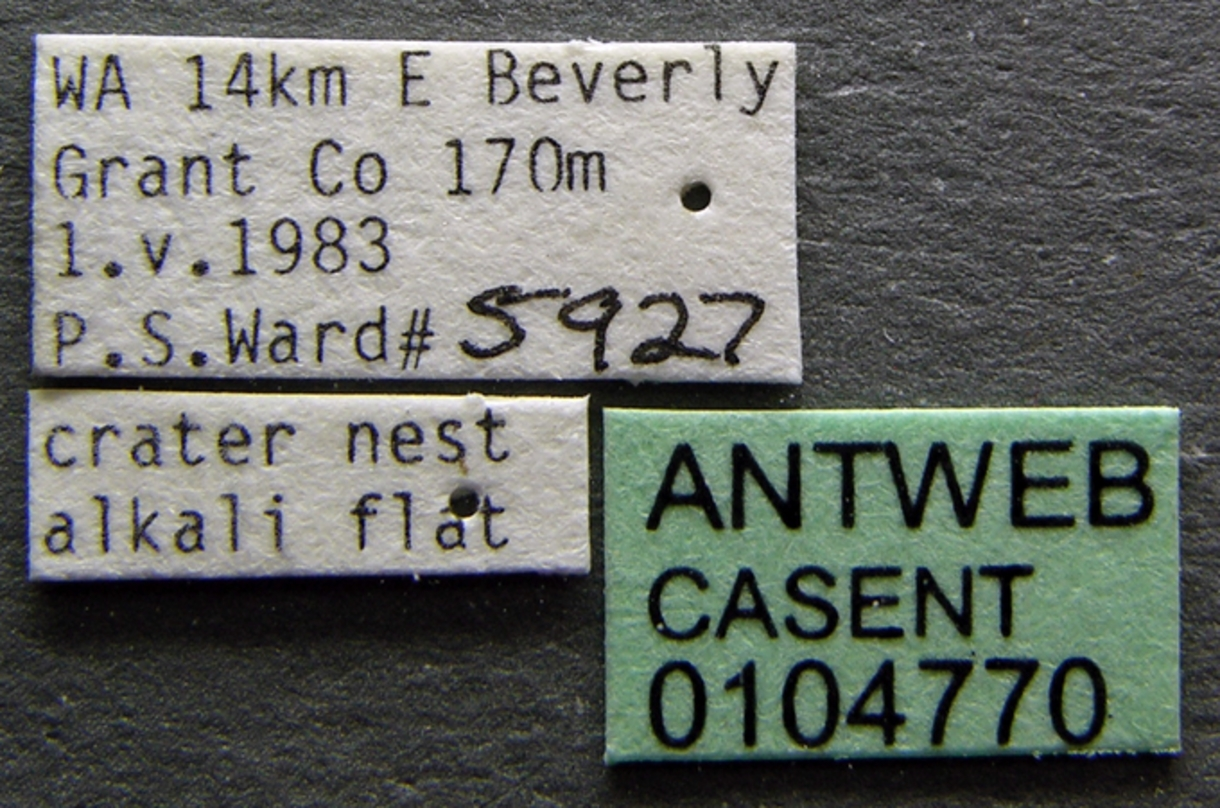
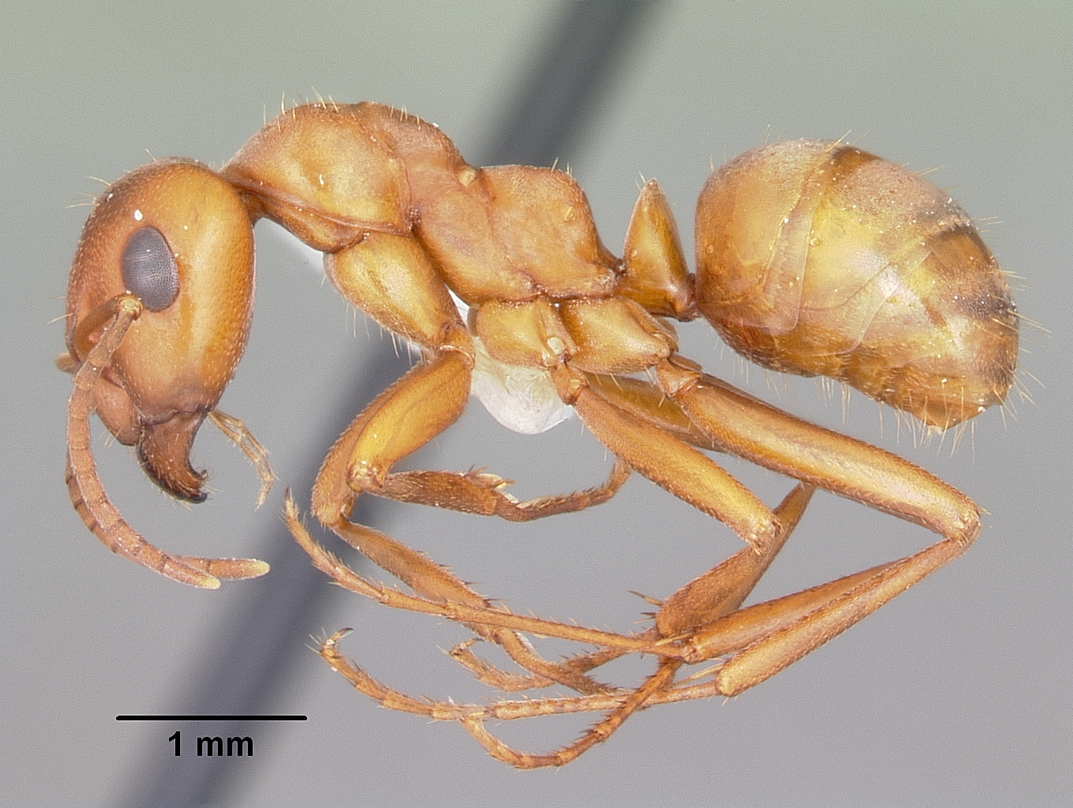